# Литлвил (Алабама)
Литлвил (енгл. Littleville) град је у америчкој савезној држави Алабама. По попису становништва из 2010. у њему је живело 1.011 становника.

## Демографија
Према попису становништва из 2010. у граду је живело 1.011 становника, што је 33 (3,4%) становника више него 2000. године.
| Група             | 2000.       | 2010.       |
| Белци             | 956 (97,8%) | 962 (95,2%) |
| Афроамериканци    | 0 (0,0%)    | 7 (0,7%)    |
| Азијати           | 0 (0,0%)    | 6 (0,6%)    |
| Хиспаноамериканци | 8 (0,8%)    | 18 (1,8%)   |
| Укупно            | 978         | 1.011       |